# Свободен град Краков
Свободният, независим и строго неутрален град Краков с окръга (на полски: Wolne, Niepodległe i Ściśle Neutralne Miasto Kraków z Okręgiem), по-известен като Свободен град Краков или Република Краков (на полски: Rzeczpospolita Krakowska; на немски: Republik Krakau), е град-държава от първата половина на XIX век, включващ Краков и околностите му.
Създаден е от Виенския конгрес през 1815 г. Контролиран е от 3-те му съседни държави – Австрийска империя, Кралство Прусия, Руска империя. Остатък е от Варшавското херцогство, което се разделя между тези 3 държави през 1815 г.
Свободният град Краков е център за агитация за независима Полша. През 1846 г., след неуспешното Краковско въстание, градът е анексиран от Австрийската империя.